# Rasmus Bakkevig
Rasmus Bakkevig (* 31. Januar 2005) ist ein norwegischer Skirennläufer

## Karriere
Bakkevig gab sein internationales Renndebüt am 19. Oktober 2021 bei einem Rennen der FIS-Entry League in der Skihalle Snø. Sein erstes internationales Großereignis bestritt er im Januar 2023 beim Europäischen Olympischen Winter-Jugendfestival in der italienischen Region Friaul-Julisch Venetien. Bei den in Tarvis ausgetragenen Alpinbewerben gewann er jeweils im Super-G und im Riesenslalom die Silbermedaille.
In den darauffolgenden Jahren startete Bakkevig hauptsächlich bei FIS-Rennen in Skandinavien sowie im Europacup. Sein erstes Europacuprennen gewann er am 25. Januar 2025 in Turnau. Am Vortag hatte er an gleicher Stelle seinen ersten Podestplatz im Europacup erreicht. Knapp zwei Monate danach wurde er hinter dem Franzosen Flavio Vitale Juniorenvizeweltmeister im Riesenslalom.

## Erfolge

### Juniorenweltmeisterschaften
- Haute-Savoie 2024: 6. Riesenslalom, 19. Super-G, 20. Abfahrt, 25. Slalom, DNF Team-Kombination
- Tarvis 2025: 2. Riesenslalom, 12. Mannschaft, DNF Slalom

### Europacup
- 2 Podestplätze, davon ein Sieg

| Datum           | Ort    | Land       | Disziplin    |
| --------------- | ------ | ---------- | ------------ |
| 25. Januar 2025 | Turnau | Österreich | Riesenslalom |

### Europäisches Olympisches Winter-Jugendfestival
- Tarvis 2023: 2. Super-G, 2. Riesenslalom, 13. Slalom

### Weitere Erfolge
- 8 Siege bei FIS-Rennen
- Sieg bei den haitianischen Meisterschaften im Riesenslalom (2025)